# 217 aC
El 217 aC va ser un any del calendari romà prejulià. A la República i a l'Imperi Romà es coneixia com l'Any del Consolat de Gemin i Flamini (o també any 537 Ab urbe condita). L'ús del nom «217 aC» per referir-se a aquest any es remunta a l'alta edat mitjana, quan el sistema Anno Domini va ser el mètode de numeració dels anys més comú a Europa.

## Esdeveniments

### Imperi Selèucida
- Batalla de Ràfia entre les forces de Ptolemeu IV Filopàtor, rei i faraó d'Egipte i Antíoc III el Gran de l'Imperi Selèucida durant les guerres síries.Va ser una de les batalles més grans dels regnes hel·lenístics i una de les batalles més grans del món antic. La batalla es va lliurar per determinar la sobirania de Celesíria.[2]

### Antiga Roma
- Aquest any són elegits cònsols Gneu Servili Gemin i Gai Flamini.[3]
- Batalla del llac Trasimè. Gai Flamini agafa el comandament de l'exèrcit del seu predecessor Tiberi Semproni Llong i sense esperar la celebració de les Feriae Latinae, es va dirigir contra Hanníbal que avançava cap a Etrúria. Els seus moviments no estan clars, ja que Joan Zonaràs,[4] Titus Livi[5] i Polibi[6] donen relats divergents. El xoc decisiu es produeix en aquesta batalla i Flamini és derrotat i mort amb la major part del seu exèrcit.[7]
- Servili Gemin rep com a província la Gàl·lia, i comença les expedicions contra el general cartaginès Hanníbal Barca.[3]
- Després de la derrota de Gai Flamini, el Senat nomena dictador a Quint Fabi Màxim Berrugós, que fortifica el Latium per fer-lo inaccessible a l'enemic. Evita l'enfrontament amb els enemics i observa els desplaçaments d'Hanníbal hostilitzant als soldats enemics que s'endarrereixen i cansa els aliats dels cartaginesos amb petites escaramusses. Aquesta prudència es malinterpreta i és acusat de covardia, d'incapacitat i fins i tot de traïció. El seu magister equitum Marc Minuci Rufus desesperat per la lentitud de Berrugús, en una absència del dictador, s'enfronta a Hanníbal, i el senat dicta un decret que reparteix el comandament entre dictador i el magister equitum. Minuci queda rodejat pels cartaginesos i segurament l'haurien aniquilat si Fabi no el rescata. Minuci dimiteix però Fabi el manté en el càrrec sis mesos, fins a la fi del seu període.[8]
- Roma es veu obligada a ignorar els principis establerts, que deien els seus soldats havien de ser ciutadans romans i propietaris, i ha d'enrolar esclaus en el servei naval.[9]

### Península Ibèrica
- Enfrontament entre Himilcó, que dirigia la flota cartaginesa, i Gneu Corneli Escipió Calvus en la batalla naval del riu Ebre. Els romans ataquen les naus cartagineses així que aquestes surten del riu, enfonsant-ne quatre i capturant-ne dues més. Les tripulacions cartagineses abandonen l'esperança d'una victòria i deixant les naus, busquen la protecció de l'exèrcit de terra. Els romans no desaprofiten l'ocasió i prenen les altres 23 naus cartagineses abandonades.[10]
- Els romans, comandats per Corneli Escipió Africà Emilià, ataquen Eivissa, que resisteix el setge.[11]
- Indíbil, cabdill dels ilergets, amb el seu germà Mandoni ataca el territori de les tribus aliades de Roma, però les victòries romanes el forcen a aturar-se.[12]

## Necrològiques
- El cònsol Gai Flamini mor en la batalla del llac Trasimè.[7]